# Mortagonowo
Mortagonowo (bułg. Мортагоново) – wieś w Bułgarii, w obwodzie Razgrad, w gminie Razgrad. W 2023 roku liczyła 1017 mieszkańców.